# Kusatsu, Gunma
Kusatsu (草津町 Kusatsu-machi) là thị trấn thuộc huyện Agatsuma, tỉnh Gunma. Tính đến ngày 1 tháng 11 năm 2023, dân số ước tính thị trấn là 6.027 người và mật độ dân số là 120 người/km². Tổng diện tích thị trấn là 49,75 km².

## Địa lý

### Đô thị lân cận

#### Gunma
- Higashiagatsuma
- Tsumagoi
- Nakanojō

#### Nagano
- Takayama

### Khí hậu
| Dữ liệu khí hậu của Kusatsu, Gunma       | Dữ liệu khí hậu của Kusatsu, Gunma | Dữ liệu khí hậu của Kusatsu, Gunma | Dữ liệu khí hậu của Kusatsu, Gunma | Dữ liệu khí hậu của Kusatsu, Gunma | Dữ liệu khí hậu của Kusatsu, Gunma | Dữ liệu khí hậu của Kusatsu, Gunma | Dữ liệu khí hậu của Kusatsu, Gunma | Dữ liệu khí hậu của Kusatsu, Gunma | Dữ liệu khí hậu của Kusatsu, Gunma | Dữ liệu khí hậu của Kusatsu, Gunma | Dữ liệu khí hậu của Kusatsu, Gunma | Dữ liệu khí hậu của Kusatsu, Gunma | Dữ liệu khí hậu của Kusatsu, Gunma |
| Tháng                                    | 1                                  | 2                                  | 3                                  | 4                                  | 5                                  | 6                                  | 7                                  | 8                                  | 9                                  | 10                                 | 11                                 | 12                                 | Năm                                |
| ---------------------------------------- | ---------------------------------- | ---------------------------------- | ---------------------------------- | ---------------------------------- | ---------------------------------- | ---------------------------------- | ---------------------------------- | ---------------------------------- | ---------------------------------- | ---------------------------------- | ---------------------------------- | ---------------------------------- | ---------------------------------- |
| Cao kỉ lục °C (°F)                       | 12.4 (54.3)                        | 15.5 (59.9)                        | 19.8 (67.6)                        | 25.5 (77.9)                        | 27.6 (81.7)                        | 30.0 (86.0)                        | 30.9 (87.6)                        | 31.3 (88.3)                        | 28.8 (83.8)                        | 26.5 (79.7)                        | 20.3 (68.5)                        | 17.8 (64.0)                        | 31.3 (88.3)                        |
| Trung bình ngày tối đa °C (°F)           | −0.4 (31.3)                        | 0.7 (33.3)                         | 4.7 (40.5)                         | 11.5 (52.7)                        | 17.0 (62.6)                        | 19.6 (67.3)                        | 23.4 (74.1)                        | 24.2 (75.6)                        | 19.8 (67.6)                        | 14.5 (58.1)                        | 9.1 (48.4)                         | 2.9 (37.2)                         | 12.3 (54.1)                        |
| Trung bình ngày °C (°F)                  | −4.1 (24.6)                        | −3.6 (25.5)                        | −0.1 (31.8)                        | 6.0 (42.8)                         | 11.4 (52.5)                        | 14.9 (58.8)                        | 18.9 (66.0)                        | 19.6 (67.3)                        | 15.6 (60.1)                        | 9.9 (49.8)                         | 4.4 (39.9)                         | −1.2 (29.8)                        | 7.6 (45.7)                         |
| Tối thiểu trung bình ngày °C (°F)        | −7.8 (18.0)                        | −7.8 (18.0)                        | −4.5 (23.9)                        | 1.1 (34.0)                         | 6.5 (43.7)                         | 11.1 (52.0)                        | 15.5 (59.9)                        | 16.2 (61.2)                        | 12.3 (54.1)                        | 6.0 (42.8)                         | 0.4 (32.7)                         | −4.8 (23.4)                        | 3.7 (38.6)                         |
| Thấp kỉ lục °C (°F)                      | −14.7 (5.5)                        | −15.9 (3.4)                        | −12.6 (9.3)                        | −9.7 (14.5)                        | −4.6 (23.7)                        | 2.8 (37.0)                         | 8.2 (46.8)                         | 6.5 (43.7)                         | 1.7 (35.1)                         | −2.4 (27.7)                        | −7.3 (18.9)                        | −12.0 (10.4)                       | −15.9 (3.4)                        |
| Lượng Giáng thủy trung bình mm (inches)  | 68.5 (2.70)                        | 66.1 (2.60)                        | 90.6 (3.57)                        | 106.2 (4.18)                       | 150.7 (5.93)                       | 218.3 (8.59)                       | 263.5 (10.37)                      | 236.8 (9.32)                       | 254.6 (10.02)                      | 162.5 (6.40)                       | 63.9 (2.52)                        | 60.4 (2.38)                        | 1.758,4 (69.23)                    |
| Lượng tuyết rơi trung bình cm (inches)   | 175 (69)                           | 156 (61)                           | 149 (59)                           | 38 (15)                            | 0 (0)                              | 0 (0)                              | 0 (0)                              | 0 (0)                              | 0 (0)                              | 0 (0)                              | 9 (3.5)                            | 112 (44)                           | 644 (254)                          |
| Số ngày giáng thủy trung bình (≥ 1.0 mm) | 11.6                               | 10.7                               | 11.5                               | 11.0                               | 12.2                               | 15.8                               | 18.2                               | 16.2                               | 14.4                               | 11.1                               | 8.2                                | 10.9                               | 151.8                              |
| Số ngày tuyết rơi trung bình (≥ 3 cm)    | 18.9                               | 17.5                               | 18.6                               | 5.2                                | 0                                  | 0                                  | 0                                  | 0                                  | 0                                  | 0                                  | 1.3                                | 13.2                               | 74.7                               |
| Số giờ nắng trung bình tháng             | 153.0                              | 147.8                              | 182.4                              | 192.3                              | 188.9                              | 120.0                              | 117.7                              | 134.2                              | 109.0                              | 132.7                              | 160.8                              | 162.5                              | 1.799,7                            |
| Nguồn: Cục Khí tượng Nhật Bản            |                                    |                                    |                                    |                                    |                                    |                                    |                                    |                                    |                                    |                                    |                                    |                                    |                                    |

## Nhân khẩu

### Dân số
Theo dữ liệu điều tra dân số Nhật Bản, dân số thị trấn Kusatsu đạt đỉnh vào năm 1980. Từ năm 1990 đến nay dân số đang có xu hướng giảm dần.